# فيرونيكا شفوجكوفا
فيرونيكا شفوجكوفا مواليد 31 مارس 1987 في بينيشوف، التشيك، هي لاعبة كرة مضرب تشيكية بدأت مسيرتها كمحترفة سنة 2001 تلعب باليد اليمنى. أعلى تصنيف لها في الفردي كان المركز الـ 250 في سنة 2008. أعلى تصنيف لها في الزوجي كان المركز الـ 172 في سنة 2007.

## روابط خارجية
- فيرونيكا شفوجكوفا على موقع رابطة محترفات التنس (الإنجليزية)
- فيرونيكا شفوجكوفا على موقع الاتحاد الدولي لكرة المضرب (الإنجليزية)